# Laura Collett
Laura May Collett (Leamington Spa, 31 agosto 1989) è una cavallerizza britannica, vincitrice dell'oro nel completo a squadre a Tokyo 2020 e Parigi 2024, dove ha conquistato anche il bronzo nell'individuale.

## Carriera
A livello giovanile, tra il 2006 ed il 2010, Collett si laurea per tre volte campionessa europea junior sia individuale che a squadre a cavallo di Fernhill Sox, Rayef e Fernhill Cristal.
Nel 2011 viene convocata per i Campionati europei di concorso completo di Luhmühlen, dove viene eliminata nella prova di cross-country.
Nel 2013 è vittima di una grave caduta da cavallo, in seguito alla quale viene rianimata cinque volte e subisce una tracheotomia d'emergenza e in cui si procura le fratture di una spalla e di alcune costole, oltre alla perforazione di un polmone, la lacerazione del fegato e danni ad entrambi i reni, inoltre un frammento di osso distaccatosi dalla spalla le causa dei danni al nervo ottico dell'occhio destro e la perdita della vista. 
Tornata alle competizioni, nel 2015 in sella a Grand Manoeuvre chiude al tredicesimo posto i Campionati europei di Blair Castle, mentre nell'edizione del 2019 ancora a Luhmühlen cade nel dressage mentre si trovava al terzo posto.
Nel 2021 viene selezionata per i Giochi olimpici di Tokyo 2021 e, in sella a London 52 ed insieme a Oliver Townend e Tom McEwen, vince l'oro nel concorso completo a squadre.
L'anno seguente viene nominata Membro dell'Ordine dell'Impero Britannico per i suoi servizi all'equitazione.
Nel 2023 vince il suo primo titolo europeo a Haras du Pin, Francia, insieme a Yasmin Ingham, Kitty King e Rosalind Canter, viene poi selezionata anche per i successivi Giochi di Parigi 2024 dove bissa l'oro a squadre insieme a Tom McEwen e Rosalind Carter e si classifica terza nel completo individuale.

## Palmarès
- Giochi olimpici

Tokyo 2020: oro nel completo a squadre.
Parigi 2024: oro nel completo a squadre e bronzo nel completo individuale.